# Eccellenza Lazio 2020-2021
Il campionato italiano di calcio di Eccellenza regionale 2020-2021 è stato il 30º organizzato in Italia. Rappresenta il quinto livello del calcio italiano. La stagione regolare è iniziata il 27 settembre 2020.
A causa dell'aggravarsi della pandemia di COVID-19 in Italia, la FIGC, in attuazione del DPCM del 24 ottobre 2020 prima e del 3 novembre poi, ha sospeso la competizione fino al 3 dicembre. Il 3 dicembre viene promulgato un nuovo DPCM che proroga ulteriormente lo stop fino al 15 gennaio 2021.
Durante il consiglio federale del 5 marzo si è deciso di far ripartire il campionato, abolendo però le retrocessioni e annullando di fatto le partite giocate nella prima parte di stagione. Il Comitato Regionale ha così raccolto le adesioni delle squadre intenzionate a ripartire (le squadre non intenzionate a ripartire hanno mantenuto sia il titolo che la categoria per la stagione successiva) per poi stilare nuovi gironi e un nuovo calendario. Cambiano anche i criteri per la promozione alla prossima Serie D.
Il campionato è ripreso l'11 aprile 2021 ed è terminato il 20 giugno con la disputa dell'ultimo match dei play-off intergirone.
Tutte le squadre iscritte al campionato di Eccellenza hanno avuto diritto, salvo mancate iscrizioni, a partecipare alla fase regionale della Coppa Italia Dilettanti Lazio.

## Stagione

### Aggiornamenti
A causa della pandemia di COVID-19 in Italia e delle decisioni prese in merito alle promozioni e retrocessioni dalla Federazione, il Comitato Regionale si è ritrovato con 40 squadre aventi diritto di iscriversi al campionato (4 retrocesse dalla Serie D e 4 promosse dalla Promozione a fronte di sole 4 uscite: 2 promosse in D e 2 retrocesse in Promozione). Preso atto che due gironi da 20 non erano una strada percorribile (a causa di possibili turni infrasettimanali e i molti chilometri da percorrere per le squadre in trasferta) si è deciso, solo per la stagione in corso, di organizzare tre gironi da 16 squadre, adeguando promozioni e retrocessioni in modo da tornare alla classica formula di due gironi da 18 nella stagione 2021-2022.
Ad inizio stagione il Comitato Regionale ha diramato il comunicato con il quale annuncia gli organici della stagione in corso. Di seguito le novità:
- L'Eretum Monterotondo rinuncia all'iscrizione in campionato, rimanendo attivo nella sola attività giovanile[8].
- La Virtus Nettuno rinuncia all'iscrizione in campionato, rimanendo attivo nella sola attività giovanile[9].

A completamento di organico vengono ripescate quindi dalla Promozione laziale ben 10 squadre: in un primo momento Ferentino, Terracina, Fiumicino, Riano, ASD Lupa Frascati, Centro Sportivo Primavera, Sant'Angelo Romano, Pontinia e Indomita Pomezia a cui si unirà in un secondo momento la LUISS che prendera il posto della Virtus Nettuno.
A inizio stagione avvengono le seguenti fusioni e cambio di denominazioni sociali:
- La A.S.D. Pro Cisterna LS Sermoneta torna alla vecchia denominazione Associazione Sportiva Pro Cisterna 1926.
- Lo Sporting Genzano si fonde con lo ASD Sporting Ariccia e si iscrive con questo nome[11].
- La neopromossa La Rustica si fonde con il Real Rocca di Papa iscrivendosi con il nome di RealRoccaDiPapa LaRustica.
- L'S.S. Atletico Lazio rileva il titolo del Formia.
- La Polisportiva Monti Cimini si fonde con il Faul Viterbo e il Virtus Leoni 1908 dando vita alla Polispostiva Faul Cimini[12].

### Formula
Il formato, solo per la stagione corrente, avrebbe dovuto prevedere la composizione di 3 gironi da 16 squadre.
Tuttavia, a causa della sospensione del campionato perdurata per più mesi, il Comitato Regionale ha dovuto rivedere il format dello stesso. Con l'abolizione delle retrocessioni e la possibilità data alle squadre di non ripartire per la corrente stagione manenendo il titolo sportivo per la stagione successiva, il Comitato ha composto 3 gironi da 11 squadre, da disputare con match di sola andata per poi disputare i play-off per la promozione alla futura Serie D.
Le squadre di ciascun girone si incontreranno tra loro con sistema all'italiana con gare di sola andata.
Le squadre classificate al primo posto di ciascun girone verranno ammesse alla disputa dei Play-off per determinare le 2 squadre che acquisiranno il titolo sportivo per richiedere I'ammissione al Campionato di Serie D 2021-2022. 
Questi i gironi organizzati dal comitato regionale della regione Lazio prima dello stop e del cambio di format.

## Gironi prima dello stop

### Girone A
| Club                             | Città (provincia)       | Stadio                                                          | Stagione precedente                       |
| -------------------------------- | ----------------------- | --------------------------------------------------------------- | ----------------------------------------- |
| A.S.D. Aranova                   | Aranova, Fiumicino (RM) | Le Muracciole "A", Fiumicino                                    | 10º posto in Eccellenza girone A          |
| A.S.D. Astrea                    | Roma                    | Giuseppe Falcone, quartiere Casal del Marmo, Municipio Roma XIV | 8º posto in Eccellenza girone B           |
| A.S.D. Atletico Vescovio         | Roma                    | Academy Sport Center, quartiere Bufalotta, Municipio Roma III   | 13º posto in Eccellenza girone B          |
| A.S.D. Campus Eur 1960           | Roma                    | Mario Tobia, quartiere Ostiense, Municipio Roma VIII            | 15º posto in Eccellenza girone B          |
| A.S.D. Casal Barriera            | Roma                    | Nicolino Usai, quartiere Pietralata, Municipio Roma IV          | 5º posto in Eccellenza girone B           |
| A.S.D. Città di Cerveteri        | Cerveteri (RM)          | Enrico Galli, Cerveteri                                         | 1º posto in Promozione girone A, promosso |
| A.S.D. Civitavecchia Calcio 1920 | Civitavecchia (RM)      | Vittorio Tamagnini, Civitavecchia                               | 4º posto in Eccellenza girone A           |
| A.S.D. Corneto Tarquinia         | Tarquinia (VT)          | Liviano Bonelli, Tarquinia                                      | 9º posto in Eccellenza girone A           |
| A.S.D. Polisportiva Faul Cimini  | Vignanello (VT)         | Comunale, Vignanello                                            | 7º posto in Eccellenza girone A           |
| A.S. Fiumicino 1926              | Fiumicino (RM)          | Pietro Desideri, Fiumicino                                      | 2º posto in Promozione girone A, ammesso  |
| U.S.D. Academy Ladispoli         | Ladispoli (RM)          | Angelo Sale, Ladispoli                                          | 17º posto in Serie D girone G, retrocesso |
| A.S. LUISS S.S.D.                | Roma                    | Futbol Campus, quartiere Tor di Quinto, Municipio Roma XV       | 4º posto in Promozione girone A, ammesso  |
| A.S.D. Pol. Sant'Angelo Romano   | Sant'Angelo Romano (RM) | Pietro Fiorentini, Guidonia                                     | 3º posto in Promozione girone B, ammesso  |
| A.S.D. Pomezia Calcio 1957       | Pomezia (RM)            | Comunale, Pomezia                                               | 15º posto in Serie D girone E, retrocesso |
| S.S.D. Riano Calcio              | Riano (RM)              | Nicola Urbani, Riano                                            | 2º posto in Promozione girone B, ammesso  |
| A.S.D W3 Roma Team               | Roma                    | Maurizio Melli, quartiere Torrino, Municipio Roma IX            | 1º posto in Promozione girone C, promosso |

### Girone B
| Club                              | Città (provincia)        | Stadio                                                      | Stagione precedente                       |
| --------------------------------- | ------------------------ | ----------------------------------------------------------- | ----------------------------------------- |
| A.S.D. Anzio Calcio 1924          | Anzio (RM)               | Stadio Massimo Bruschini, Anzio                             | 11º posto in Eccellenza girone A          |
| A.S.D. Atletico Lodigiani         | Monte Compatri (RM)      | Francesca Gianni, quartiere San Basilio, Municipio Roma IV  | 10º posto in Eccellenza girone B          |
| A.S.D. Audace 1919                | Genazzano (RM)           | Le Rose, Genazzano                                          | 12º posto in Eccellenza girone B          |
| Boreale Donorione A.S.D.          | Roma                     | Don Orione "A", quartiere Camilluccia, Municipio Roma XV    | 14º posto in Eccellenza girone A          |
| Indomita Pomezia A.S.D.           | Pomezia (RM)             | Sport's Campus, Pomezia                                     | 4º posto in Promozione girone C, ammesso  |
| Lupa Frascati A.S.D.              | Frascati (RM)            | VIII Settembre, Frascati                                    | 3º posto in Promozione girone D, ammesso  |
| SSDARL Ottavia                    | Roma                     | Ivo Di Marco, quartiere Ottavia, Municipio Roma XIV         | 12º posto in Eccellenza girone A          |
| U.S. Palestrina 1919 SSARLD       | Palestrina (RM)          | Antonio Sbardella "A", Palestrina                           | 3º posto in Eccellenza girone B           |
| A.S.D. Pro Calcio Tor Sapienza    | Roma                     | Giorgio Castelli, quartiere Tor Sapienza, Municipio Roma IV | 16º posto in Serie D girone G, retrocesso |
| A.S.D. Real Monterotondo Scalo    | Monterotondo (RM)        | Ottavio Pierangeli, Monterotondo Scalo                      | 2º posto in Eccellenza girone A           |
| A.S.D. RealRoccaDiPapa La Rustica | Rocca di Papa (RM)       | Lionello Gavini, Rocca di Papa                              | 1º posto in Promozione girone B, promosso |
| A.S.D. Sporting Ariccia           | Ariccia (RM)             | Arrigo Menicocci, Ariccia                                   | 14º posto in Eccellenza girone A          |
| A.S.D. Tivoli Calcio 1919         | Tivoli (RM)              | Stadio Olindo Galli                                         | 3º posto in Eccellenza girone A           |
| A.S.D. Unipomezia 1938            | Pomezia (RM)             | Comunale, Pomezia                                           | 6º posto in Eccellenza girone A           |
| A.S.D. P. Vigor Perconti          | Roma                     | Vigor C.S. "A", quartiere Colli Aniene, Municipio Roma IV   | 13º posto in Eccellenza girone A          |
| A.S.D. Villalba Ocres Moca 1952   | Guidonia Montecelio (RM) | Centro Sportivo Ocres Moca, Villalba                        | 8º posto in Eccellenza girone A           |

### Girone C
| Club                             | Città (provincia)               | Stadio                                 | Stagione precedente                         |
| -------------------------------- | ------------------------------- | -------------------------------------- | ------------------------------------------- |
| U.S.D. Arce 1932                 | Arce (FR)                       | Lino De Santis, Arce                   | 9º posto in Eccellenza girone B             |
| S.S. Atletico Lazio A.S.D.       | Formia (LT)                     | Comunale Di Maranola, Formia           | -                                           |
| A.S.D. Centro Sportivo Primavera | Aprilia (LT)                    | Stadio Primavera, Aprilia              | 3º posto in Promozione girone C, ammesso    |
| A.S.D. Città di Anagni Calcio    | Anagni (FR)                     | Piergiorgio Tintisona, Paliano         | 15º posto in Serie D girone G, retrocesso   |
| A.S.D. Città Monte S.G. Campano  | Monte San Giovanni Campano (FR) | Montorli, Boville Ernica               | 1º posto in Promozione girone D, promosso   |
| A.S.D. Falaschelavinio           | Anzio (RM)                      | Villa Claudia, Anzio                   | 15º posto in Eccellenza girone A            |
| S.S.D. Ferentino Calcio          | Ferentino (FR)                  | Comunale "A", Ferentino                | 2º posto in Promozione girone D, ammesso    |
| A.S.D. Gaeta 2010                | Gaeta (LT)                      | Antonio Riciniello, Gaeta              | 2º posto in Eccellenza girone B             |
| Itri Calcio SSD ARL              | Itri (LT)                       | Comunale, Itri                         | 14º posto in Eccellenza girone B            |
| A.S.D. Morolo Calcio             | Morolo (FR)                     | Arnaldo Marocco, Morolo                | 11º posto in Eccellenza girone B            |
| A.S.D. Pol. Città di Paliano     | Paliano (FR)                    | Piergiorgio Tintisona, Paliano         | 17º posto in Eccellenza girone B            |
| A.S.D. Pontinia                  | Pontinia (LT)                   | Riccardo Caporuscio "A", Pontinia      | 18º posto in Eccellenza girone B, ripescato |
| A.S.D. Pro Cisterna 1926         | Cisterna di Latina (LT)         | Domenico Bartolani, Cisterna di Latina | 7º posto in Eccellenza girone B             |
| A.S.D. Sora Calcio 1907          | Sora (FR)                       | Stadio Claudio Tomei, Sora             | 4º posto in Eccellenza girone B             |
| A.S.D. P. Terracina Calcio       | Terracina (LT)                  | Mario Colavolpe "A", Terracina         | 2º posto in Promozione girone C, ammesso    |
| A.S.D. Vis Sezze                 | Sezze (LT)                      | Antonio Tasciotti, Sezze               | 6º posto in Eccellenza girone B             |

## Ripresa in primavera e nuovo Format
Il Comitato Regionale ha dato la possibilità alle squadre di decidere o meno se proseguire la stagione. La rinuncia non comportava la perdita della categoria.
Di seguito le squadre che hanno rinunciato a ripartire: Corneto Tarquinia, Sant'Angelo Romano, Riano, Palestrina, RealRoccaDiPapa La Rustica, Arce, Atletico Lazio, Monte S.G. Campano, Ferentino, Itri, Morolo, Pontinia, Pro Cisterna, Terracina e Vis Sezze. Preso atto delle rinunce, il comitato ha stilato il calendario, componendo tre gironi da 11 squadre.

## Girone A

### Squadre partecipanti
| Club                             | Città (provincia)       | Stadio                                                    | Stagione precedente                       |
| -------------------------------- | ----------------------- | --------------------------------------------------------- | ----------------------------------------- |
| A.S.D. Aranova                   | Aranova, Fiumicino (RM) | Le Muracciole "A", Fiumicino                              | 10º posto in Eccellenza girone A          |
| Boreale Donorione A.S.D.         | Roma                    | Don Orione "A", quartiere Camilluccia, Municipio Roma XV  | 14º posto in Eccellenza girone A          |
| A.S.D. Città di Cerveteri        | Cerveteri (RM)          | Enrico Galli, Cerveteri                                   | 1º posto in Promozione girone A, promosso |
| A.S.D. Civitavecchia Calcio 1920 | Civitavecchia (RM)      | Vittorio Tamagnini, Civitavecchia                         | 4º posto in Eccellenza girone A           |
| A.S. Fiumicino 1926              | Fiumicino (RM)          | Pietro Desideri, Fiumicino                                | 2º posto in Promozione girone A, ammesso  |
| U.S.D. Academy Ladispoli         | Ladispoli (RM)          | Angelo Sale, Ladispoli                                    | 17º posto in Serie D girone G, retrocesso |
| SSDARL Ottavia                   | Roma                    | Ivo Di Marco, quartiere Ottavia, Municipio Roma XIV       | 12º posto in Eccellenza girone A          |
| A.S.D. Polisportiva Faul Cimini  | Vignanello (VT)         | Comunale, Vignanello                                      | 7º posto in Eccellenza girone A           |
| A.S.D. Pomezia Calcio 1957       | Pomezia (RM)            | Comunale, Pomezia                                         | 15º posto in Serie D girone E, retrocesso |
| A.S.D. Real Monterotondo Scalo   | Monterotondo (RM)       | Ottavio Pierangeli, Monterotondo Scalo                    | 2º posto in Eccellenza girone A           |
| A.S.D. P. Vigor Perconti         | Roma                    | Vigor C.S. "A", quartiere Colli Aniene, Municipio Roma IV | 13º posto in Eccellenza girone A          |

### Classifica finale
|  | Pos. | Squadra                 | Pt | G  | V | N | P | GF | GS | DR  |
|  | ---- | ----------------------- | -- | -- | - | - | - | -- | -- | --- |
|  | 1.   | Real Monterotondo Scalo | 28 | 10 | 9 | 1 | 0 | 37 | 11 | +26 |
|  | 2.   | Ladispoli               | 20 | 10 | 6 | 2 | 2 | 14 | 5  | +9  |
|  | 3.   | Faul Cimini             | 17 | 10 | 5 | 2 | 3 | 20 | 10 | +10 |
|  | 4.   | Cerveteri               | 17 | 10 | 5 | 2 | 3 | 19 | 16 | +3  |
|  | 5.   | Aranova                 | 16 | 10 | 5 | 1 | 4 | 18 | 16 | +2  |
|  | 6.   | Civitavecchia           | 15 | 10 | 4 | 3 | 3 | 19 | 20 | -1  |
|  | 7.   | Boreale Donorione       | 12 | 10 | 3 | 3 | 4 | 12 | 16 | -4  |
|  | 8.   | Fiumicino               | 9  | 10 | 2 | 3 | 5 | 15 | 22 | -7  |
|  | 9.   | Ottavia                 | 8  | 10 | 2 | 2 | 6 | 14 | 28 | -14 |
|  | 10.  | Vigor Perconti          | 6  | 10 | 1 | 3 | 6 | 10 | 21 | -11 |
|  | 11.  | Pomezia                 | 4  | 10 | 0 | 4 | 6 | 6  | 19 | -13 |

Legenda:
      Ammessa ai play-off.
Regolamento:
Tre punti a vittoria, uno a pareggio, zero a sconfitta.
In caso di parità di media punti ponderata fra due o più squadre al termine della "Regular Season", per determinare le posizioni di classifica verranno adottati, nell'ordine, i seguenti criteri:
- Miglior differenza tra le reti segnate e le reti subite;
- Maggior numero di reti segnate;
- Miglior quoziente reti segnate in trasferta/gare disputate in trasferta;
- Sorteggio.

### Risultati

#### Tabellone
|                         | Ara  | Bor  | Cer  | Civ  | FCi  | Fiu  | Lad  | Ott  | Pom  | RMS  | VPe  |
| ----------------------- | ---- | ---- | ---- | ---- | ---- | ---- | ---- | ---- | ---- | ---- | ---- |
| Aranova                 | –––– |      | 2-1  | 3-0  |      |      | 0-2  | 3-1  | 2-1  |      |      |
| Boreale Donorione       | 2-1  | –––– | 2-4  |      |      |      |      | 2-1  | 0-0  |      | 1-0  |
| Cerveteri               |      |      | –––– | 2-2  | 0-0  | 4-3  | 1-0  |      | 3-0  | 1-4  |      |
| Civitavecchia           |      | 1-1  |      | –––– |      | 6-1  | 1-0  |      |      | 2-5  |      |
| Faul Cimini             | 2-0  | 3-1  |      | 4-0  | –––– |      | 0-4  |      |      |      | 5-0  |
| Fiumicino               | 0-0  | 2-2  |      |      | 0-3  | –––– |      |      |      | 1-3  | 3-1  |
| Ladispoli               |      | 2-1  |      |      |      | 1-0  | –––– |      |      | 0-0  | 1-0  |
| Ottavia                 |      |      | 0-3  | 2-3  | 2-1  | 2-2  | 2-4  | –––– | 2-0  |      |      |
| Pomezia                 |      |      |      | 1-3  | 1-1  | 1-3  | 0-0  |      | –––– | 1-4  |      |
| Real Monterotondo Scalo | 4-3  | 2-0  |      |      | 2-1  |      |      | 9-1  |      | –––– | 4-1  |
| Vigor Perconti          | 3-4  |      | 3-0  | 1-1  |      |      |      | 1-1  | 1-1  |      | –––– |

## Girone B

### Squadre partecipanti
| Club                             | Città (provincia) | Stadio                                                          | Stagione precedente                       |
| -------------------------------- | ----------------- | --------------------------------------------------------------- | ----------------------------------------- |
| A.S.D. Anzio Calcio 1924         | Anzio (RM)        | Stadio Massimo Bruschini, Anzio                                 | 11º posto in Eccellenza girone A          |
| A.S.D. Astrea                    | Roma              | Giuseppe Falcone, quartiere Casal del Marmo, Municipio Roma XIV | 8º posto in Eccellenza girone B           |
| A.S.D. Campus Eur 1960           | Roma              | Mario Tobia, quartiere Ostiense, Municipio Roma VIII            | 15º posto in Eccellenza girone B          |
| A.S.D. Centro Sportivo Primavera | Aprilia (LT)      | Stadio Primavera, Aprilia                                       | 3º posto in Promozione girone C, ammesso  |
| A.S.D. Falaschelavinio           | Anzio (RM)        | Villa Claudia, Anzio                                            | 15º posto in Eccellenza girone A          |
| A.S.D. Gaeta 2010                | Gaeta (LT)        | Antonio Riciniello, Gaeta                                       | 2º posto in Eccellenza girone B           |
| Indomita Pomezia A.S.D.          | Pomezia (RM)      | Sport's Campus, Pomezia                                         | 4º posto in Promozione girone C, ammesso  |
| Lupa Frascati A.S.D.             | Frascati (RM)     | VIII Settembre, Frascati                                        | 3º posto in Promozione girone D, ammesso  |
| A.S.D. Pro Calcio Tor Sapienza   | Roma              | Giorgio Castelli, quartiere Tor Sapienza, Municipio Roma IV     | 16º posto in Serie D girone G, retrocesso |
| A.S.D. Sporting Ariccia          | Ariccia (RM)      | Arrigo Menicocci, Ariccia                                       | 14º posto in Eccellenza girone A          |
| A.S.D. Unipomezia 1938           | Pomezia (RM)      | Comunale, Pomezia                                               | 6º posto in Eccellenza girone A           |

### Classifica finale
|  | Pos. | Squadra              | Pt | G  | V | N | P | GF | GS | DR  |
|  | ---- | -------------------- | -- | -- | - | - | - | -- | -- | --- |
|  | 1.   | UniPomezia           | 25 | 10 | 8 | 1 | 1 | 28 | 6  | +22 |
|  | 2.   | Lupa Frascati A.S.D. | 24 | 10 | 8 | 0 | 2 | 19 | 7  | +12 |
|  | 3.   | Anzio                | 22 | 10 | 7 | 1 | 2 | 31 | 13 | +18 |
|  | 4.   | Campus Eur           | 14 | 10 | 4 | 2 | 4 | 18 | 17 | +1  |
|  | 5.   | C.S. Primavera       | 13 | 10 | 3 | 4 | 3 | 17 | 18 | -1  |
|  | 6.   | Astrea               | 13 | 10 | 4 | 1 | 5 | 15 | 18 | -3  |
|  | 7.   | P.C. Tor Sapienza    | 12 | 10 | 3 | 3 | 4 | 8  | 16 | -8  |
|  | 8.   | Falaschelavinio      | 10 | 10 | 3 | 1 | 6 | 13 | 25 | -12 |
|  | 9.   | Gaeta 2010           | 9  | 10 | 2 | 3 | 5 | 15 | 23 | -8  |
|  | 10.  | Indomita Pomezia     | 8  | 10 | 2 | 2 | 6 | 16 | 24 | -8  |
|  | 11.  | Sporting Ariccia     | 5  | 10 | 1 | 2 | 7 | 11 | 24 | -13 |

Legenda:
      Ammessa ai play-off.
Regolamento:
Tre punti a vittoria, uno a pareggio, zero a sconfitta.
In caso di parità di media punti ponderata fra due o più squadre al termine della "Regular Season", per determinare le posizioni di classifica verranno adottati, nell'ordine, i seguenti criteri:
- Miglior differenza tra le reti segnate e le reti subite;
- Maggior numero di reti segnate;
- Miglior quoziente reti segnate in trasferta/gare disputate in trasferta;
- Sorteggio.

### Risultati

#### Tabellone
|                      | Anz  | Ast  | Cam  | CSP  | Fal  | Gae  | Ind  | Lup  | PCT  | SAr  | Uni  |
| -------------------- | ---- | ---- | ---- | ---- | ---- | ---- | ---- | ---- | ---- | ---- | ---- |
| Anzio                | –––– | 3-1  | 2-1  |      |      |      |      |      | 5-0  | 3-2  | 1-3  |
| Astrea               |      | –––– | 3-1  |      |      | 3-2  |      |      | 1-0  | 1-1  | 1-3  |
| Campus EUR           |      |      | –––– | 0-0  | 3-1  | 1-0  |      | 1-3  |      | 3-0  |      |
| C.S. Primavera       | 2-2  | 2-1  |      | –––– | 2-3  |      | 5-2  | 2-1  |      |      |      |
| Falaschelavinio      | 1-2  | 0-4  |      |      | –––– |      | 4-2  | 0-3  | 0-2  |      |      |
| Gaeta 2010           | 0-5  |      |      | 3-3  | 1-1  | –––– | 3-2  | 3-1  |      |      |      |
| Indomita Pomezia     | 2-7  | 2-0  | 2-2  |      |      |      | –––– |      | 1-1  |      | 0-1  |
| Lupa Frascati A.S.D. | 1-0  | 4-0  |      |      |      |      | 1-0  | –––– | 2-0  |      | 2-1  |
| P.C. Tor Sapienza    |      |      | 1-5  | 0-0  |      | 1-0  |      |      | –––– | 3-2  | 0-0  |
| Sporting Ariccia     |      |      |      | 1-0  | 2-3  | 3-3  | 0-3  | 0-1  |      | –––– |      |
| Unipomezia           |      |      | 5-1  | 5-1  | 4-0  | 3-0  |      |      |      | 3-0  | –––– |

## Girone C

### Avvenimenti
Dopo la nona giornata il Anagni annuncia suo ritiro del campionato. I numerosi casi di positivita al COVID-19 della squadra papalina aveva costretto l'Anagni al rinvio di numerose partite (ben 6 su 9 disputate). Visto i tempi ristretti per la conclusione del campionato, la squadra bianco-rossa ha deciso di ritirarsi dal campionato.

### Squadre partecipanti
| Club                            | Città (provincia)        | Stadio                                                        | Stagione precedente                       |
| ------------------------------- | ------------------------ | ------------------------------------------------------------- | ----------------------------------------- |
| A.S.D. Atletico Lodigiani       | Monte Compatri (RM)      | Francesca Gianni, quartiere San Basilio, Municipio Roma IV    | 10º posto in Eccellenza girone B          |
| A.S.D. Atletico Vescovio        | Roma                     | Academy Sport Center, quartiere Bufalotta, Municipio Roma III | 13º posto in Eccellenza girone B          |
| A.S.D. Audace 1919              | Genazzano (RM)           | Le Rose, Genazzano                                            | 12º posto in Eccellenza girone B          |
| A.S.D. Casal Barriera           | Roma                     | Nicolino Usai, quartiere Pietralata, Municipio Roma IV        | 5º posto in Eccellenza girone B           |
| A.S.D. Città di Anagni Calcio   | Anagni (FR)              | Piergiorgio Tintisona, Paliano                                | 15º posto in Serie D girone G, retrocesso |
| A.S. LUISS S.S.D.               | Roma                     | Futbol Campus, quartiere Tor di Quinto, Municipio Roma XV     | 4º posto in Promozione girone A, ammesso  |
| A.S.D. Pol. Città di Paliano    | Paliano (FR)             | Piergiorgio Tintisona, Paliano                                | 17º posto in Eccellenza girone B          |
| A.S.D. Sora Calcio 1907         | Sora (FR)                | Stadio Claudio Tomei, Sora                                    | 4º posto in Eccellenza girone B           |
| A.S.D. Tivoli Calcio 1919       | Tivoli (RM)              | Stadio Olindo Galli                                           | 3º posto in Eccellenza girone A           |
| A.S.D. Villalba Ocres Moca 1952 | Guidonia Montecelio (RM) | Centro Sportivo Ocres Moca, Villalba                          | 8º posto in Eccellenza girone A           |
| A.S.D W3 Roma Team              | Roma                     | Maurizio Melli, quartiere Torrino, Municipio Roma IX          | 1º posto in Promozione girone C, promosso |

### Classifica finale
|  | Pos. | Squadra                  | Pt      | G | V | N | P | GF | GS | DR  |
|  | ---- | ------------------------ | ------- | - | - | - | - | -- | -- | --- |
|  | 1.   | Tivoli                   | 23      | 9 | 7 | 2 | 0 | 21 | 7  | +14 |
|  | 2.   | Sora                     | 20      | 9 | 6 | 2 | 1 | 21 | 8  | +13 |
|  | 3.   | W3 Roma Team             | 17      | 9 | 5 | 2 | 2 | 16 | 13 | +3  |
|  | 4.   | Paliano                  | 15      | 9 | 5 | 0 | 4 | 18 | 17 | +1  |
|  | 5.   | Casal Barriera           | 12      | 9 | 3 | 3 | 3 | 14 | 16 | -2  |
|  | 6.   | Atletico Lodigiani       | 10      | 9 | 3 | 1 | 5 | 18 | 20 | -2  |
|  | 7.   | LUISS (-1)               | 8       | 9 | 3 | 0 | 6 | 16 | 20 | -4  |
|  | 8.   | Atletico Vescovio (-1)   | 8       | 9 | 3 | 0 | 6 | 13 | 25 | -12 |
|  | 9.   | Audace                   | 7       | 9 | 2 | 1 | 6 | 15 | 15 | 0   |
|  | 10.  | Villalba Ocres Moca (-1) | 6       | 9 | 2 | 1 | 6 | 10 | 21 | -11 |
|  | ---  | Anagni                   | Esclusa |   |   |   |   |    |    |     |

Legenda:
      Ammessa ai play-off.
      Escluso dal campionato.
Regolamento:
Tre punti a vittoria, uno a pareggio, zero a sconfitta.
In caso di parità di media punti ponderata fra due o più squadre al termine della "Regular Season", per determinare le posizioni di classifica verranno adottati, nell'ordine, i seguenti criteri:
- Miglior differenza tra le reti segnate e le reti subite;
- Maggior numero di reti segnate;
- Miglior quoziente reti segnate in trasferta/gare disputate in trasferta;
- Sorteggio.

Note:
Anagni esclusa dal campionato alla 9ª giornata a causa dei ripetuti casi di COVID-19 in squadra che ne impedivano il proseguimento del campionato nei tempi previsti. Il Comitato Regionale Lazio ha deciso di considerare nulle le gare in precedenza disputate e di non comminare alcuna ulteriore sanzione alla squadra ciociara per il ritiro, dovuto a causa di forza maggiore.
L'Atletico Vescovio, la LUISS e il Villalba Ocres Moca hanno scontato 1 punto di penalizzazione per una rinuncia.

### Risultati

#### Tabellone
|                     | ALo  | AVe  | Aud  | CBa  | LUI  | CdP  | Sor  | Tiv  | Vil  | W3R  |
| ------------------- | ---- | ---- | ---- | ---- | ---- | ---- | ---- | ---- | ---- | ---- |
| Atletico Lodigiani  | –––– | 3-0  |      |      | 4-5  |      | 1-1  | 2-3  |      |      |
| Atletico Vescovio   |      | –––– | 0-5  | 0-3  |      | 1-2  | 2-3  |      | 3-0  | 3-1  |
| Audace              | 4-0  |      | –––– | 2-2  | 1-3  |      |      |      | 0-2  |      |
| Casal Barriera      | 2-0  |      |      | –––– | 0-3  |      | 1-5  | 0-2  |      |      |
| LUISS               |      | 2-3  |      |      | –––– | 1-2  |      | 1-2  |      | 1-2  |
| Paliano             | 2-3  |      | 2-1  | 1-3  |      | –––– | 1-2  |      | 3-1  | 3-2  |
| Sora                |      |      | 2-0  |      | 3-0  |      | –––– | 0-0  | 3-0  |      |
| Tivoli              |      | 5-1  | 2-1  |      |      | 3-1  |      | –––– | 3-0  | 1-1  |
| Villalba Ocres Moca | 1-5  |      |      | 2-2  | 3-0  |      |      |      | –––– |      |
| W3 Roma Team        | 2-0  |      | 2-1  | 1-1  |      |      | 3-2  |      | 2-1  | –––– |

## Spareggi regionali

### Play-off

#### Classifica
|  | Pos. | Squadra                 | Pt | G | V | N | P | GF | GS | DR |
|  | ---- | ----------------------- | -- | - | - | - | - | -- | -- | -- |
|  | 1.   | Real Monterotondo Scalo | 4  | 2 | 1 | 1 | 0 | 8  | 6  | +2 |
|  | 2.   | UniPomezia              | 4  | 2 | 1 | 1 | 0 | 5  | 4  | +1 |
|  | 3.   | Tivoli                  | 0  | 2 | 0 | 0 | 2 | 2  | 5  | -3 |

Legenda:
      Promossa in Serie D 2021-2022.
Regolamento:
Tre punti a vittoria, uno a pareggio, zero a sconfitta.
In caso di parità di punti fra due o più squadre per determinare le posizioni di classifica verranno adottati, nell'ordine, i seguenti criteri:
- Miglior differenza tra le reti segnate e le reti subite;
- Maggior numero di reti segnate;
- Sorteggio.

#### Risultati
|                         | Risultati |                         | Luogo e data                       |
| ----------------------- | --------- | ----------------------- | ---------------------------------- |
| UniPomezia              | 4 - 4     | Real Monterotondo Scalo | Ardea, 13 giugno 2021              |
| Tivoli                  | 0 - 1     | UniPomezia              | Tivoli, 16 giugno 2021             |
| Real Monterotondo Scalo | 4 - 2     | Tivoli                  | Monterotondo Scalo, 20 giugno 2021 |
|                         |           |                         |                                    |